# 치즈인더트랩
《치즈인더트랩》은 대한민국의 만화가 순끼가 네이버 웹툰에 매주 목요일 연재한 장편만화다. 치인트라고 줄여 부르기도 한다. 2017년에 완결되었으며 2018년 12월 31일부터 2019년 12월 20일까지 재연재되었다.  원래는 무료였지만 재연재 완결로 인해 유료화되었다.
대학생 홍설이 수상한 선배 유정을 만나면서 겪게 되는 이야기를 다룬다. 홍설의 시점에서 묘사되는 둘 사이의 신경전을 보며 유정의 정체와 본심을 추리하고, 둘의 관계 변화를 지켜보는 것이 주요 재미다. 인물들의 섬세한 감정 묘사와 현실에 존재할 법한 입체적인 캐릭터들로 큰 인기를 끌었다.
순끼 작가는 연애나 우정 같은 감정은 사람과 사람만의 문제뿐 아니라 주변환경에 좌우되는 문제이기도 하기에 그런 것들을 다뤄보고자 그리게 된 작품이라고 밝혔다.
최초 컨셉은 혼자 있는 걸 좋아하고 비호감인 후배와 남들이 다 좋아하고 잘난 선배가 있는데, 둘이 신경전을 벌이는 짧고 간단한 이야기였다고 한다. 주변 사람들은 아무도 모르고 그 둘만 느낄 수 있는 신경전에 대한 것이라고 인터뷰에서 밝혔다.

## 등장인물

### 주요 인물
- 홍설: A대학교 경영학과 3학년. 23세. 3월 20일생. 162cm. A형. 가족: 부모님, 남동생. - 보이스 웹툰 성우 여민정, 네이버 앱피소드 광고 성우 이소은, 실사판 배우 김고은(드라마) 오연서(영화)

A대학교 경영학과 3학년. 개강파티에서 처음만난 유정을 추켜세우기 바쁜 다른 동기들과는 달리 그저 잘생기고 인기 좋고 재력도 상당한 엄친아 선배로만 여길 뿐 별다른 관심을 두지 않았다. 그러다 뜻하지 않게 그의 여러 가지 수상한 행동들을 보고 나서 '말은 친절하게 하고 있지만 속으로는 자기 기준에서 선을 긋는 것 같다'는 예리한 추리를 한다. 이후 캠퍼스에서 마주하게 된 유정을 세밀하게 관찰하기 시작하면서 그가 가면 속에 본성을 숨기고 있다는 엄청난 진실을 알게 된다. 그러던 중 유정을 보고 웃다가 우연히 눈이 마주치거나, 개강파티에서 상추에 소주를 부어 먹는 등의 사소한 행동으로 유정에게 미움을 사게 되어 유정에게 1년 동안 괴롭힘을 당한다. 그 후 유정과 다시는 마주치고 싶지 않다고 생각했지만 새 학년이 된 후 유정이 갑자기 잘해주기 시작하면서 자꾸 엮이게 되고, 그 과정에서 자신도 몰랐던 유정의 새로운 면을 다시 보게 된다. 그뒤 유정의 고백으로 사귀게 되지만 오영곤과 손민수 같은 악역들이 나타나고, 유정의 과거 행동으로 대립하면서 악화되기도 한다. 하지만 대화를 통해 유정을 이해하며 더욱 가까워지게 된다.
- 유정: A대학교 경영학과 4학년. 25세. 1월 19일생. 183cm. AB형. 가족: 부모님. - 보이스 웹툰 성우 안용욱, 일본어판 모바일 웹툰 성우 아오다 준, 실사판 배우 박해진(드라마, 영화)[2]

A대학교 경영학과 4학년. 외모, 학벌, 재력, 얼굴, 매너까지 그야말로 '킹카'라는 말이 딱 어울리는 경영학과 대표 엄친아. 게다가 씀씀이도 커서 동기들과 후배들에게 먹을 것을 자주 사주는 것으로도 유명했다. 하지만 이런 그에겐 아무도 모르는 딱 한가지 문제점이 있었으니 바로 사람을 진심으로 대하는 경우는 거의 없고 이용가치가 있는 사람들에게만 가식적으로 잘해준다는 것. 당연히 주위에는 이를 철저하게 숨기고 살아왔지만 어느 날 홍설에게 덜미가 잡혔다. 그래서 평소에 하던 것처럼 뒤에서 괴롭힐 생각이었는데 이상하게 홍설은 다른 사람들과 달리 자신에게 굴복하지 않고 당당하게 자기 권리를 주장한다. 이후 홍설에게 이상한 감정을 느끼던 중 그녀 역시 자신처럼 어릴 때 아버지에게 사랑을 받지 못했으며, 주위의 시선 때문에 모범적으로 살 것을 강요받았다는 사실을 알게 되고 홍설과 자신이 같다고 생각하고 고백해서 사귀기 시작한다.
하지만 홍설과 교제하면서 자신과 달리 사람을 계산적으로 대하지 않고 진심으로 대하는 인간적이고 선한 면에선 그녀가 완전히 다르다는 걸 알게 되어 처음에는 이 사실을 부정하려 하지만 홍설에게 마음을 열면서 인정하고 받아들인다.
- 백인호 : B고등학교 중퇴. 26세. 8월 5일생. 185cm. B형. 가족: 누나. - 보이스 웹툰 성우 김목용, 실사판 배우 서강준(드라마), 박기웅(영화)

유정의 옛 친구. 할아버지가 혼혈이라 4분의 1정도는 혼혈인이나 다름없으며 유정 못지않게 잘생긴 외모를 가지고 있다. 감정을 철저하게 숨기는 내향적인 유정과는 달리 자신의 감정을 그때그때 시원스럽게 말하는 스타일이다. 고등학생 시절 유명 피아니스트였으며 부모를 여읜 후 유정의 집안에서 후원을 받으며 지내왔고, 유정과 친했으나 왼손 사건으로 사이가 틀어진다.  왼손 사건 이후 홍설에게 열심히 살면 손해만 볼 거라고 얘기하는 등 현실적이고 염세적인 성격을 갖게 되었지만 홍설의 성실한 모습을 보면서 조금씩 변화하게 된다. 힘든 상황에도 열심히 사는 홍설의 성실한 태도에 호감을 느껴 홍설을 짝사랑하게 되지만 애석하게도 홍설은 그를 전혀 이성으로는 보지 않는다. 후에 유정과의 관계를 회복할 수 없음을 확인하고 자신의 인생을 찾아 떠나면서 홍설에게 멋있게 살라고 조언한다.
- 백인하(27세) - 보이스 웹툰 성우 전해리, 실사판 배우 이성경(드라마, 유인영(영화)

인호의 누나. 막노동이라도 하려는 동생과는 달리 반반한 얼굴을 이용해 서른이 다 되어가는 나이임에도 불구하고 유정의 집안에서 나오는 후원을 이용해 놀고 먹을 궁리만 하고 있다. 동생 혼자서만 일하는 것만으로는 부족해서 나중에는 빚쟁이한테까지 쫓기는 상황이 되지만 이런 와중에도 명품치장만큼은 절대로 포기하지 않는 등 허세가 몇십 배에 달한다.  어린 시절 고모에게 재능 있는 남동생과 비교당하며 자란 탓에 성격이 삐뚤어지게 되었으며 주위에서 이를 제지해줄 사람이 없어 망가지게 되었다. 유정을 고교시절까지만 해도 진심으로 좋아했지만 성인이 된 후 돈줄로 여긴다.

### A대학교
- 장보라(23세) - 보이스 웹툰 성우 조현정 실사판 배우 박민지(드라마)

홍설의 절친한 친구. 고3때 학원 단과반에서 처음 만나 같은 대학 같은 과에 들어오게 되면서 그림자처럼 붙어다니는 사이가 된다. 날마다 붙어다니는 홍설에 대한 의리가 남달라 남자동기들이 그녀를 뒷담화하는 것을 듣고는 곧바로 난입해 깽판을 부리기도 했다.
- 권은택(21세) - 보이스 웹툰 성우 홍범기, 실사판 배우 남주혁(드라마)

홍설과 보라와 날마다 붙어다니는 2학년 후배. 남자동기들과의 관계가 전혀 나쁘지 않음에도 불구하고 설과 보라하고만 같이 다닌다. 보라를 좋아하며 나중에는 사귀게 된다.
- 강아영(20세) - 보이스 웹툰 성우 이유리, 실사판 배우 윤예주(드라마)

A대학교 미술학과 1학년. 홍설과는 한 동네에서 자란 친한 동생. 성격이 동글동글하고 사교성이 좋아 동기들에게 인기가 많으며 딱히 문제가 없는 몇 안 되는 인물이다. 홍설을 친언니처럼 좋아하고 잘 따라 물심양면으로 잘 챙겨주는 편이다. 상철의 짝사랑 상대이기도 하다.,
- 오영곤(23세) - 보이스 웹툰 성우 오병조, 실사판 배우 지윤호(드라마)

홍설과 보라의 대학동기. 온갖 여자에게 추근거리는 변태적인 기질이 있다. 다이어리 훔쳐보기, 미행, 몰카 촬영하기 등과 같은 범죄행각을 저질러서 여학우들 사이에서 기피대상 1호로 찍혔다. 홍설이 자신을 좋아한다고 착각하고 스토킹하며 괴롭히지만 나중에 범죄 사실이 들통나게 된다.
- 김상철(29세) - 보이스 웹툰 성우 안장혁, 실사판 배우 문지윤(드라마)

경영학과 4학년. 서른이 다 되어가도록 대학 졸업 못한걸 자랑으로 여기는 화석. 나이가 있는지라 학과 내에서는 형님 대접을 받고 있지만 온갖 민폐적인 행동으로 학우들 사이에선 비호감의 극치를 달리고 있다.
- 남주연(23세) - 보이스 웹툰 성우 이지현, 실사판 배우 차주영(드라마)

홍설과 보라의 대학동기이자 경영학과 3학년 과대표.  처음 A대학교에 붙고 OT준비를 하다 유정과 마주친다. 첫눈에 반해 유정이 자기 애인이라도 되는 것처럼 들러붙지만 유정은 그녀를 이용할 뿐 좋아하지는 않고 귀찮아한다. 겉으로 하는 행동과 속마음이 전혀 다른 여우같은 성격이지만 보기와는 달리 순수하게 유정을 사랑하는 것일 뿐 백인하처럼 재력만 보는 건 절대 아니다. 유정이 홍설에게 관심이 있다고 생각해서 홍설을 질투하는 모습을 보이며, 뜻하지 않게 홍설이 노숙자 때문에 손을 다치는 결과를 초래한다.
- 이한별 - 보이스 웹툰 성우 배진홍 실사화 배우 - 없음[3]

홍설의 후배. 남주연 못지않게 유정을 좋아하지만 애석하게도 진심으로 좋아한 게 아니라 재력만 본 거였다. 그래서 유정과 날마다 함께다니는 홍설에게 일방적으로 악감정을 품고 홍설이 유정을 꼬시기 위해 일부러 궁상맞은 시늉을 한다는 악의적인 소문을 퍼뜨린다. 하지만 이마저도 금세 들통나면서 실패. 한동안 만화에서 사라졌다가 다시 나타났는데 아직도 사랑의 감정이 남았는지 두사람이 정식으로 사귄다는 말을 듣고 엄청나게 부러워하는 등 치근거림은 여전하다.
- 손민수(23세) - 보이스 웹툰 성우 서유리, 실사화 배우 윤지원(드라마)

홍설의 대학 동기. 성격이 소극적이고 눈치가 없어 홍설이 조별과제에서 고생하게 했다. 홍설을 동경하며 헤어스타일과 패션 스타일을 따라한다. 홍설을 계속 따라하며 홍준을 자기 남친이라고 거짓말하지만 동기들에게 전부 들키게 된다.

### 홍설의 가족
- 홍사장 - 보이스 웹툰 성우

홍설의 아버지. 대기업을 그만두고 여러 사업에 손을 댔지만 모조리 말아먹은 탓에 집안형편이 기울었다. 하지만 그럼에도 불구하고 아내가 식당을 하는 것을 못마땅하게 여기며 불평한다. 장녀 홍설이 성적도 좋고 장학금까지 타옴에도 불구하고 남아선호사상이 강해 아들 홍준을 편애하고 딸아이를 홀대한다. 형편이 넉넉하지 않음에도 불구하고 홍준에게는 유학을 보내줄 정도.
- 심 여사

홍설의 어머니. 남편의 사업으로 말아먹은 집안을 뛰어난 요리솜씨로 차린 국수집으로 다시 일으킨다. 남편과는 달리 같은 여자로써 딸아이를 잘 이해해주는 편이다. 유정을 사위로써 마음에 들어하며 백인호에게도 잘 대해준다.
- 홍준(20세)

홍설의 남동생. 미국 명문대 경영학과를 다니던중 돌연 휴학을 하고 한국에 날아와 집에 눌러살고 있다. 넉살좋고 붙임성 좋은 평범한 청년이며 알게 모르게 누나를 많이 걱정하고 챙기고 있다.

### 유정의 가족
- 유영수

유정의 아버지. 중소기업에 불과했던 회사를 지금의 평판 좋은 대기업으로 이끈 능력 좋은 사업인. 어린시절부터 이상행동을 보이던 아들을 진심으로 이해하기보다는 '이상한 아이'라며 낙인 찍어버린 탓에 아들에 대한 관계가 소원해진다. 젊은 시절 분노 조절을 못하던 자신을 갱생시켜준 백교수의 은혜를 갚기 위해 갈 곳 없는 떠돌이 신세가 된 인호와 인하 남매를 집으로 데려와 남부럽지 않게 살게 해준다. 하지만 진심으로 대한 것이 아니라 유정의 성격을 개선시키려는 목적이 더 컸기 때문에 악순환을 초래하게 된다.
- 유정의 어머니

유정의 어머니. 국제변호사 겸 파워블로거다. 남편이 밖에서 데려온 인호와 인하 남매를 자식으로 여기지 않는 탓에 두 사람만을 싸고도는 남편과 사이가 별로 좋지 않은 편이다. 아들과 함께했던 기억이 별로 없어서 유정은 어머니에 대한 애착이 강한 편이지만 실은 그녀도 아들을 방치한거나 다름없어서 유회장과 다르진 않다.

### 기타 인물
- 백 교수

백 남매의 할아버지. 유 회장을 치료를 통해 갱생시킨 인물로 유정이 다른 사람을 이용하는 방식의 문제점을 지적한다
- 홍설의 할머니

홍 남매의 할머니. 손자인 홍준을 편애하지만 홍설이 계속 애정을 갈구하자 설이에게도 잘 대해준다. 건강이 악화되어 죽기 전 홍설의 손을 잡고 싶어했지만 어린 홍설은 할머니의 손이 너무 차가워 놓아버린다.
- 쇼팽

백인호의 고등학교 동기. 피아노부 학생이었으며 유정과 친해지고 싶어하지만 백인호가 다가와서 실패하게 된다. 자신보다 실력이 뛰어난 백인호에게 열등감을 갖고 있어 백인호의 왼손을 망가뜨린다.
- 송성은

홍설이 다니는 skk어학원 학생으로 노출이 심한 옷에 경박함으로 사람들의 눈살을 찌푸리게 만들었다. 홍설도 처음에는 어울리기를 꺼려했으나 유일하게 노트필기를 보여주는 등 겉모습과는 다르게 착한 면으로 인해 친구가 된다.
- 최성조

유정과 백인호의 B고등학교 동창이다. 고교시절 부자에 잘난 유정이 아니꼬워서 비아냥거리곤 하였으며 그 모습을 비꼬는 백인호에게 시비를 걸다가 맞은 적이 있다. 교내 폭력에 휘말려 손을 크게 다치고 자퇴한 백인호를 skk학원 앞에서 발견하자 시비를 걸고 '손병신'이라고 욕을 하며 화를 돋운다.

## 수상 경력
- 2010년 독자만화대상 온라인만화상 2위
- 2011년 독자만화대상 온라인만화상 2위
- 2012년 YES24 네티즌 선정 올해의 책 (가정·실용 분야) 후보도서[4]
- 2012년 알라딘 최고의 만화 베스트 웹툰 2위[5]
- 2012년 독자만화대상 3위
- 2013년 알라딘 최고의 만화 베스트 웹툰 2위[6]
- 2014년 오늘의 우리만화 문화체육부장관상 순끼 《치즈인더트랩》[7]

## 작가 인터뷰
- cine21 인터뷰: 둘만 아는 그 느낌, 그것!

- 치즈 인 더 트랩'의 순끼: 조금 싸한 기분이 드는 순정만화

- 치즈인더트랩 순끼 작가 "88만원 세대의 고민과 사랑을 그렸다"

- 교보문고 인터뷰: 『치즈인더트랩』순끼 “영화, 드라마, 만화 각각의 재미를 즐겨주세요" 보관됨 2022-10-14 - 웨이백 머신

## 관련 웹사이트
- 작가 블로그

순끼 작가 블로그
- 공식 팬카페

<<치즈인더트랩>> 공식 팬카페